# Otonari ni Ginga
Otonari ni Ginga (jap.: おとなりに銀河) ist eine Mangareihe von Mangaka Gido Amagakure, die seit 2020 in Japan erscheint. Die Geschichte wurde 2023 als Anime umgesetzt, der international als A Galaxy Next Door bekannt wurde, sowie als Dorama verfilmt. Sie erzählt von der Liebe zwischen einem Mangaka und der Prinzessin eines von den Sternen gekommenen Volkes, die bei ihm als Assistentin arbeitet.

## Handlung
Seit dem Tod ihres Vaters leben Ichirō Kuga (久我 一郎) und seine beiden kleinen Geschwister in dem Haus, das sie geerbt haben. Kuga arbeitet als Mangaka und vermietet die Zimmer des Hauses, um sich und die Kinder durchzubringen. Seine Schwester Machi (久我 まち) geht noch in die Grundschule und Fumio (久我 ふみお) noch in die Vorschule. Als Kuga vor einem wichtigen Abgabetermin wieder verzweifelt nach Unterstützung sucht, wird ihm Shiori Goshiki (五色 しおり) als Assistentin geschickt. Die junge Frau ist erstaunlich geschickt, obwohl sie erst seit einem Jahr zeichnet, und ist ihm eine große Hilfe. Am Morgen nach einer durchgearbeiteten Nacht greift dann Kuga nach einem Stachel, auf den Goshiki sich scheinbar gesetzt hat. Er sticht sich daran und die geschockte Goshiki muss ihm offenbaren, dass der Stachel zu ihrem Körper gehört. Sie ist die Prinzessin eines von den Sternen gekommenen Volkes, das auf einer kleinen Insel lebt. Durch den Stich sind die beiden einen Ehebund eingegangen. Kuga kann es zunächst nicht glauben, aber die körperlichen Auswirkungen des Bundes belehren ihn bald eines Besseren. So fühlt er sich schlecht, wenn es Goshiki schlecht geht, und wird krank, wenn sie sich zu weit von ihm entfernt. So müssen sie beide weiter beieinander bleiben, behalten den Bund und Goshikis Herkunft aber vor den anderen geheim. Goshiki zieht in ein freies Zimmer im Haus ein und arbeitet regelmäßig als Assistentin.
Mit der Zeit lernt Goshiki die anderen Bewohner des Hauses kennen und vor allem Kugas Geschwister schließen die junge Frau ins Herz. Goshiki merkt auch bald, dass sie sich in den fürsorglichen Kuga verliebt hat und gesteht ihm ihre Gefühle. Er aber braucht erstmal Zeit und will das gar nicht glauben. Währenddessen sieht sich Goshiki nach weiteren Aushilfsjobs bei anderen Mangaka um und erweitert ihre Kenntnisse. Ihre Liebe zu den Geschichten wird größer und sie will weiter in der Branche arbeiten. Schließlich erkennt auch Kuga, dass er sich in sie verliebt hat und mit ihr ausgehen will. Sie nehmen sich aber dennoch vor, den Bund zu lösen, da er ihnen große Schwierigkeiten macht und sie sich frei davon lieben wollen. Nachdem sich Goshiki lange nicht in ihrer Heimat gemeldet hat, kommen ihre Eltern schließlich selbst, um sie zurückzuholen. In ihrer Kindheit war Goshiki stets behütet als die Prinzessin der Gemeinschaft und hat diese Behandlung immer mehr gehasst. Erst der Tod ihrer Großmutter, die ihr auch als einzige Zugang zu Manga als Flucht aus ihrem Alltag gegeben hat, gab Goshiki die Möglichkeit, die Insel zu verlassen. Und da sie nun Kuga gefunden hat, will sie auch nicht zurück. Ihre Eltern geben schließlich nach – zumindest will sie den Bund mit Kuga lösen. Mit Unterstützung der Diener Goshikis von der Insel gelingt das auch. Während sich die beiden vorher noch sorgen, dass das Lösen des Bundes auch ihre Liebe beendet, sind ihre Gefühle danach unverändert und Goshiki kann ihre Arbeit und ihr Leben mit Kuga weiter verfolgen.

## Veröffentlichungen
Der Manga erscheint seit April 2020 im Magazin Afternoon beim Verlag Kodansha in Japan. Eine Sammelausgabe ist in bisher sechs Bänden erschienen. Beim amerikanischen Ableger von Kodansha wird die Serie auf Englisch veröffentlicht.
Im Auftrag des Senders NHK entstand eine 32-teilige Adaption als Dorama. Regie führten Yoshihito Okashita, Izuru Kumasaka und Masayuki Kokuryō. Die Hauptrolle als Ichirō Kuga übernahm Hayato Sano. Die Serie wurde ab dem 3. April 2023 ausgestrahlt.
Eine Umsetzung als Anime-Fernsehserie entstand bei Studio Asahi Production. Sie wurde erstmals im April 2022 angekündigt. Regie führte Ryuichi Kimura und das Drehbuch schrieb Gigaemon Ichikawa. Das Charakterdesign entwarf Yasuka Ōtaki und die künstlerische Leitung lag bei Arisa Taira. Tonregie führte Ryō Tanaka und für die Kameraführung war Ryō Kujirai verantwortlich. Das Vorspannlied ist Tonariawase von Chinatsu Matsumoto und für den Abspann verwendete man das Lied Near Stella von Yū Wakui in ihrer Rolle als Shiori Goshiki. Die 12 Folgen wurden vom 8. April bis 25. Juni 2023 bei Tokyo MX und BS11 ausgestrahlt. Parallel dazu fand die internationale Veröffentlichung auf der Plattform Crunchyroll statt, mit Synchronfassungen in Englisch, Spanisch und Portugiesisch sowie Untertiteln unter anderem auf Deutsch.

## Synchronisation
| Rolle          | Japanische Stimme (Seiyū) |
| -------------- | ------------------------- |
| Ichirō Kuga    | Taku Yashiro              |
| Shiori Goshiki | Yū Wakui                  |
| Machi Kuga     | Rina Endō                 |
| Fumio Kuga     | Maria Naganawa            |